# Polohî, Teplîk
Polohî (în ucraineană Пологи) este localitatea de reședință a comunei Polohî din raionul Teplîk, regiunea Vinnița, Ucraina.

## Demografie
Componența lingvistică a localității Polohî
     Ucraineană (98,94%)
     Alte limbi (0,71%)
Conform recensământului din 2001, majoritatea populației localității Polohî era vorbitoare de ucraineană (98,94%), existând în minoritate și vorbitori de alte limbi.